# Lulu (Final Fantasy)
Lulu (ルールー) es un personaje ficticio perteneciente al videojuego Final Fantasy X para PlayStation 2. Posteriormente, también apareció en su continuación, Final Fantasy X-2 para Playstation 2, pero como personaje secundario no-jugable. En su versión original japonesa, Lulu es interpretada por la actriz de doblaje Rio Natsuki, mientras que en América y Europa, su voz pertenece a Paula Tiso.

## Final Fantasy X
En Final Fantasy X Lulu es un personaje que reside en la aldea Besaid y que es la pareja del fallecido hermano de Wakka, Chappu. Es controlable a partir del inicio del peregrinaje. Tanto sus técnicas como sus armas son controlados mediante la magia negra.
De carácter serio e incluso frío es uno de los personajes más importantes de Final Fantasy X. Físicamente, es una mujer hermosa envuelta en un vestido negro lleno de correas. Su carácter frío se refleja al instante en su aspecto. A pesar de todo, es una mujer cariñosa, como demuestra en el trato hacia Yuna. La muerte de su marido Chappu, hermano de Wakka, la dejó muy herida y desconsolada.
La magia negra, su especialidad, es el distintivo de Lulu: es muy útil contra enemigos como los entes o los flanes, y de mucha ayuda contra enemigos resistentes en un juego más avanzado. La magia que utiliza es la misma de todos los Final Fantasy, salvo por una diferencia muy especial: la inclusión de la magia "Aqua" en distintos niveles. Es decir, que desde ese momento, posee las magias "Aqua", "Aqua+", y "Aqua++", como con "Electro", "Piro" y "Hielo". Esta magia afectará en 1.5 a los enemigos eléctricos así como los de hielo afectan más a los de fuego.
Su nivel de magia queda por debajo del de Yuna (la sanadora ha de ser más fuerte para poder recuperar más vitalidad con las magias de curación). Sin embargo, Lulu es muy poderosa en cuanto a defensa mágica y evasión. De este modo, puede esquivar los ataques físicos, y los mágicos no le quitan demasiada vida. Su punto flaco es la rapidez, aunque aun así es más rápida que Auron. Todas estas estadísticas se cumplirán, por supuesto, siempre y cuando el jugador siga "su camino" dentro del tablero de esferas; es decir, aquel camino que conduce a aprender las magias negras.
Su límite, Tentación, permite lanzar tantas magias como vueltas completas pueda conseguir el jugador dar al joystick derecho dentro de un período limitado de tiempo. Todas las magias serán un poco menos poderosas, y si se trata de una que provoca un estado alterado, tendrás menos posibilidades de conseguir que el enemigo quede afectado. Sin embargo, la cantidad de veces que puede realizarlas, hace que esto no sea un problema demasiado grande.

## Final Fantasy X-2
En Final Fantasy X-2 Lulu deja de ser un personaje jugable para convertirse en un personaje secundario del argumento de este juego. Ahora tiene una relación sentimental con Wakka, con quien vive y del cual espera un hijo fruto de su amor, que nacerá a durante la aventura, al que llamarán Vidinu. El jugador es testigo del periodo de embarazo de Lulu a lo largo de dicho juego, aunque como curiosidad, en el juego no se aprecia un cambio sustancial en la tripa del modelo poligonal del personaje, ya que los creadores no se molestaron en ello. Lulu sigue teniendo los mismos poderes.
En cuanto al carácter, cambia bastante debido a todas las experiencias vividas en la anterior entrega. Conserva su carácter fuerte pero a su vez deja de ser tan fría, comportándose de una forma más maternal, sobre todo con respecto a Yuna, advirtiéndole de que siempre tenga en cuenta de quién es, La Alta Invocadora que derrotó para siempre a Shin, por lo que la gente con poder intentaría aprovecharse de todo lo que la figura de Yuna representa.
- Datos: Q2788343
- Multimedia: Lulu (Final Fantasy) / Q2788343